# Бирмейер, Фриц
Фриц Бирмейер (нем. Fritz Biermeier; 19 мая 1913, Аугсбург, Германия — 11 октября 1944, Модлин, Польша) — штурмбаннфюрер СС, кавалер Рыцарского креста Железного креста с Дубовыми листьями.

## Карьера
Член НСДАП (№ 4137044), 1 ноября 1933 года вступает в СС (№ 142869). Зачислен в 4-й штурм 41-го штандарта СС.24 мая 1934 года переведён в штандарт «Верхняя Бавария». В 1938 году окончил юнкерское училище в Брауншвейге. С 1 апреля 1938 года назначен командиром взвода своего штандарта. С 21 августа 1940 ордонанс-офицер, с 1 января 1941 — адъютант 2-го батальона своего полка СС.
27 июля 1941 в районе Лужского оборонительного рубежа был тяжело ранен. 13 октября 1941 зачислен в запасной батальон «Мертвая голова» в Варшаве, а 7 февраля 1942 переведён в танковый батальон дивизии «Рейх», с 15 февраля — командир роты.
15 апреля 1942 года вернулся в 1-й запасной батальон «Мертвая голова» в учебном лагере Дебица. С 5 июня 1-й ордонанс-офицер боевой группы «Еккельн». 19 октября 1942 вновь переведён в дивизию «Тотенкопф». С 8 июля 1943 года командовал 2-м батальоном 3-го танкового полка.
14 ноября 1943 под деревней Мышеловка Фриц Бирмейер во главе 11 танков вступил в бой с 38 советскими танками при поддержке 800 человек пехоты и отбил атаку, нанеся противнику большие потери. За что 10 декабря был награждён Рыцарским крестом Железного креста.
19 августа 1944 под поселение Ситки в Польше его батальон уничтожил 13 танков и 5 орудий противника, а 13 сентября — 16 танков и 4 орудия. 11 октября 1944 года погиб в бою. 26 декабря посмертно был награждён Дубовыми листьями к Рыцарскому кресту Железного креста.

## Звание
- Унтерштурмфюрер — 12 апреля 1938
- Оберштурмфюрер — ?
- Гауптштурмфюрер — ?
- Штурмбаннфюрер — 20 апреля 1944

## Награды
- Железный крест 2-го класса (22 июня 1940)
- Железный крест 1-го класса (7 октября 1941)
- Нагрудный знак За ранение в серебре (8 сентября 1944)
- Нагрудный знак За танковую атаку (1 октября 1944)
- Рыцарский крест (10 декабря 1943)
  - Дубовые листья (26 декабря 1944)
- Кольцо «Мёртвая голова»